# Kahit Puso'y Masugatan
Kahit Puso'y Masugatan é uma telenovela filipina exibida em 2012 pela ABS-CBN. Foi protagonizada por Iza Calzado e Gabby Concepcion com atuação antagônica de Andi Eigenmann e Jake Cuenca.

## Elenco
- Iza Calzado - Andrea San Jose de Guzman
- Andi Eigenmann - Veronica Salvacion / Veronica de Guzman
- Jake Cuenca - Raphael de Guzman
- Gabby Concepcion - Miguel de Guzman
- Barbara Perez - Dona Cleotilde Canlas
- Jaclyn Jose - Esther Gerona-Espiritu
- Malou de Guzman - Madonna de Guzman
- DJ Durano - Luis Gerona
- Cris Villanueva - Bong Madriaga
- Jenny Miller - Salve Gerona
- Joey Paras - Brian
- Marx Topacio - Balong
- Pamu Pamorada - Rebecca "Bekka" Espiritu
- Kit Thompson - Alberto "Ambet" Espiritu
- Myrtle Sarrosa - Monique Santos
- Yves Flores - Mico